# Diga Leka
Diga Leka är ett distrikt i Etiopien.   Det ligger i regionen Oromia, i den centrala delen av landet, 250 km väster om huvudstaden Addis Abeba.